# Bonsin
Bonsin (en wallon, Bonsin) est une section de la commune belge de Somme-Leuze située en Région wallonne dans la province de Namur. C'était une commune à part entière avant la fusion des communes de 1977.

## Géographie
À proximité de Bonsin, le village de Chardeneux est inscrit sur la liste regroupant les plus beaux villages de Wallonie.
Le village est arrosé par le Néblon.

## Évolution démographique
- Source: DGS, 1831 à 1970=recensements population, 1976= habitants au 31 décembre

## Patrimoine et culture

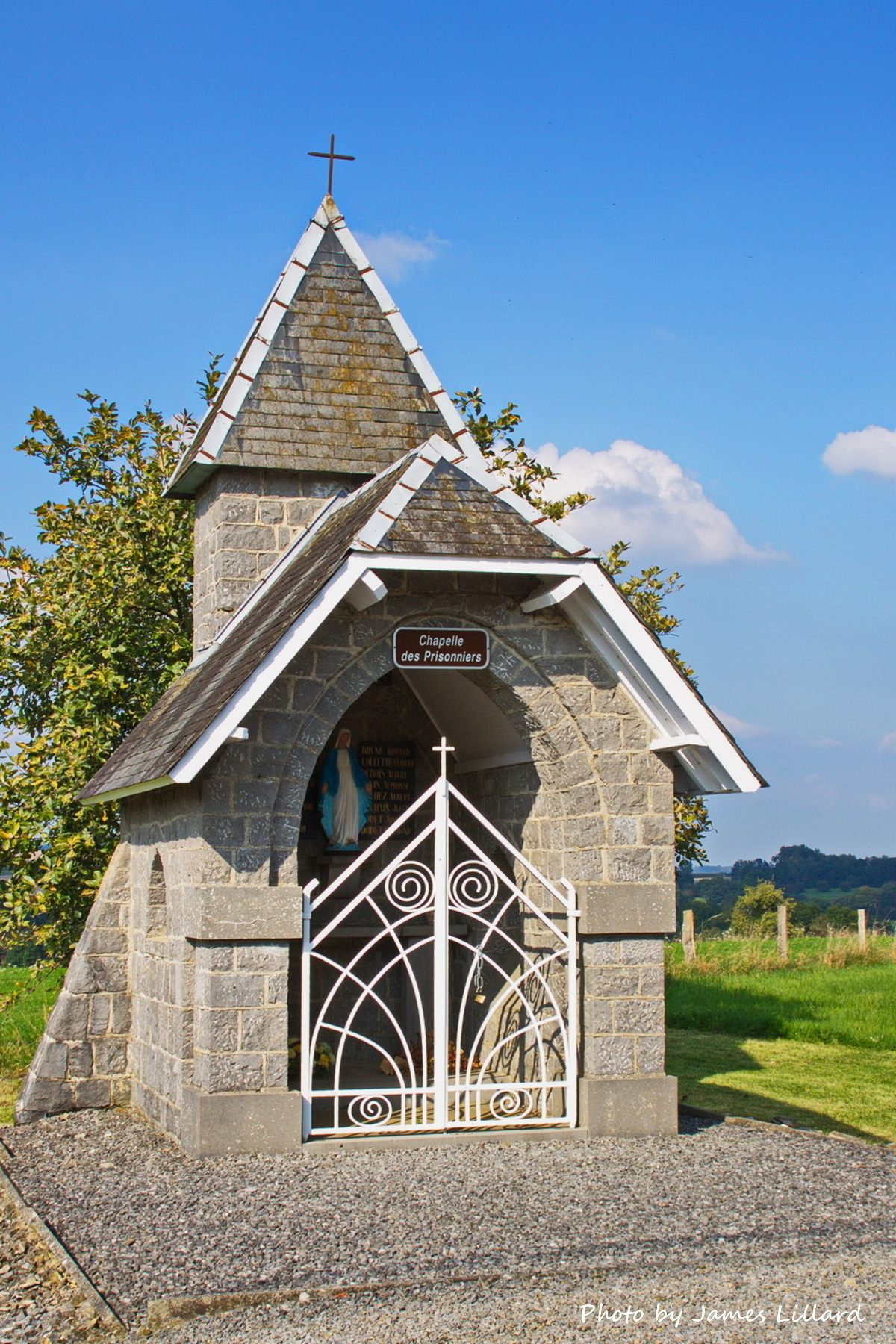
Chapelle des Prisonniers.